# Rusakulan
Rusakulan är en utsiktspunkt i norra Kilsbergen i Örebro län. Före lövsprickningen kan man se 14 kyrktorn i landskapet nedanför. Esse Björkman har skrivit en visa om platsen, Dans på Rusakula.